# Selenocephalus micans
Selenocephalus micans är en insektsart som beskrevs av Carl Stål 1858. Selenocephalus micans ingår i släktet Selenocephalus och familjen dvärgstritar. Inga underarter finns listade i Catalogue of Life.